# الرئيس التنفيذي
الرئيس التنفيذي أو المدير التنفيذي (اختصارًا CEO؛ اختصار كلمة Chief Executive Officer) هو أعلى سلطة في الإدارة العليا والمسؤول الأول والأخير عن إدارة الشركة أو المؤسسة أو الوكالة الحكومية أمام مجلس الإدارة.
ال ((CEO) ((Chief Executive Officer) هو المسؤول التنفيذي الأعلى هو المسؤول عن نشاط المؤسسة بصفة عامة والتنسيق بين أعضاء مجلس الإدارة والتنسيق بين الإدارات المختلفة والمستويات الإدارية المختلفة وفروع الشركة المختلفة وهو يعد المسؤول الوحيد عن نجاح المؤسسة أو فشلها.
وأحد المسؤليات الأساسية له هي المحافظة على سياسة الشركة وتنفيذها كما تم تقريرها من قبل أعضاء مجلس الإدارة.
وقد يطلق عليه أيضا (الرئيس) (president) أو (المدير العام) (Managing director) وقد يتولى رئاسة مجلس الإدارة (Chairman person) أو قد لا يتولى ذلك المنصب أي قد يكون منصب رئيس مجلس الإدارة منصبا مستقلا بذاته.

## الاستخدام العالمي
المماثل للمنصب في العالم العربي هو المدير العام.

## التوزيع الهرمي
يحتاج كل كبير إداريين تنفيذيين إلى مساعدين لكل منهم مهام ومسؤوليات محددة:
- كبير المسؤولين الماليين (بالإنجليزية: Chief Financial Officer CFO)‏
- كبير المسؤولين التشغييلين (بالإنجليزية: Chief Operating Officer COO)‏
- كبير المسؤولين التقنيين (بالإنجليزية: Chief Technical Officer CTO)‏
- كبير المسؤولين التسويقيين (بالإنجليزية: Chief Marketing Officer CMO)‏
- كبير المسؤولين المعلوماتيين (بالإنجليزية: Chief Information Officer CIO)‏
- نائب الرئيس للموارد البشرية (بالإنجليزية: Vice President of Human Resources VPHR)‏